# Benjamin Zephaniah
Benjamin Obadiah Iqbal Zephaniah, född 15 april 1958 i Handsworth i Birmingham, död 7 december 2023, var en brittisk författare, poet och skådespelare.

## Biografi
Zephaniah var son till en barbadisk brevbärare och en jamaicansk sjuksköterska. Han hade dyslexi och slutade skolan vid 13 års ålder utan att kunna läsa eller skriva. Vid 22 års ålder flyttade han till London, där han publicerade sin första bok, Pen Rhythm.
Zephaniah använde sig tidigt av dubpoesi, en jamaicansk stil, och kom att bli en förgrundsgestalt inom genren i Storbritannien. Han ledde även musikgruppen The Benjamin Zephaniah Band. Utöver poesi för vuxna skrev Zephaniah även fem romaner och poesi för barn. Hans första bok för yngre läsare, Talking Turkeys, blev en stor framgång 1994.
Zephaniah avböjde att motta den brittiska imperieorden 2003 på grund av dess koppling till det brittiska imperiet och dess historia av slaveri. Han engagerade sig mot rasism och uttalade sig ofta i frågor rörande utbildning.
Zephaniah medverkade som skådespelare i BBC-dramaserien Peaky Blinders mellan 2013 och 2022. Hans självbiografi The Life And Rhymes Of Benjamin Zephaniah nominerades till årets biografi vid National Book Awards.
Han avled, 65 år gammal, i sviterna av en hjärntumör.